# Santiago di Cuba
Santiago di Cuba (in spagnolo Santiago de Cuba), con quasi mezzo milione di abitanti, è la seconda città più popolata cubana e una delle più antiche di tutta l'isola della quale è stata capitale, prima dell'Avana.

## Storia
Fu fondata nel 1515 da Diego Velázquez de Cuéllar, ottenendo il titolo di città da Carlo V nel 1522. Dal suo porto salparono due importanti spedizioni: in Messico (1518) e in Florida (1538). Divenuta ben presto il centro principale di Cuba, fu sostituita come capitale effettiva dell'isola da L'Avana nel 1553.
Conserva diverse vestigia della colonizzazione iberica, fra cui la cattedrale, vari palazzi amministrativi e le residenze dei governatori. Fu gravemente danneggiata da due terremoti, prodottisi nel 1675 e nel 1679.
Storicamente ha sempre avuto un ruolo centrale nella vita politico-militare dell'isola e più tardi della nazione; pur situata in una baia abbastanza ben difendibile, era spesso oggetto di incursione piratesche, e per questo venne dotata di un porto ben munito e di fortificazioni, che al giorno d'oggi sono divenute attrazioni turistiche. La più famosa di queste è il Castello di San Pedro de la Roca, una fortezza che nel 1997 è stata dichiarata Patrimonio dell'umanità dall'UNESCO.
La baia di Santiago de Cuba è stata teatro di una battaglia navale durante la guerra ispano-americana del 1898, inoltre nei dintorni della città vi fu - nella stessa guerra - la celebre carica dei Rough Riders alla collina di San Juan nella quale divenne famoso il futuro Presidente degli Stati Uniti d'America Theodore Roosevelt.
Più recentemente, nel 1953, è stata la città da cui si è irradiata la rivoluzione cubana che, rovesciato il regime di Fulgencio Batista, portò al potere Fidel Castro.

## Cultura
È particolarmente famosa per la sua vivacità culturale, soprattutto per quanto riguarda la musica, in quanto ospita più di un festival di musica cubana. La sua importanza in questo campo è testimoniata dal fatto che si ritenga essere Santiago de Cuba la culla dei generi musicali come il son ed il bolero latino americano; questa creatività pare sia dovuta alla forte componente afroamericana della popolazione.
Santiago de Cuba è anche famosa per le sue diverse manifestazioni. La principale è il suo carnevale, famoso in tutto il paese, che si celebra intorno alla fine del mese di luglio.
All’inizio dello stesso mese si festeggia anche la Festa del Fuoco (Fiesta del Fuego) che si svolge dal 3 al 9 luglio, in occasione del Festival dei Caraibi.

## Natura
Presso la località, oltre ad attrattive storiche e culturali, sono presenti numerosi siti naturali e geologici tra cui Pico Tarquino, la Gran Pietra e due importanti parchi naturali: Parco Nazionale del Turquino e Parco Nazionale di Baconao. Tra i siti balneari più importanti si possono citare Playa Baconao, Playa Cazonal e il Centro Internazionale di Immersioni Carisol-Los Corales.

## Galleria d'immagini

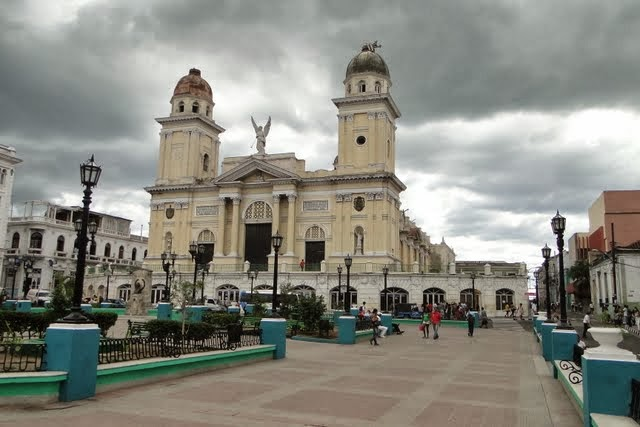
La Cattedrale
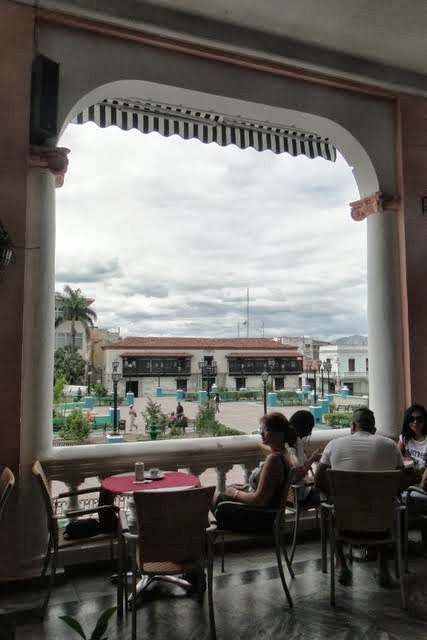
La piazza centrale
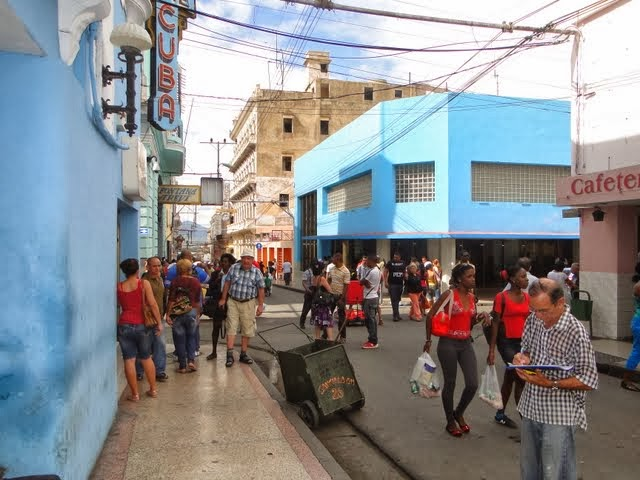
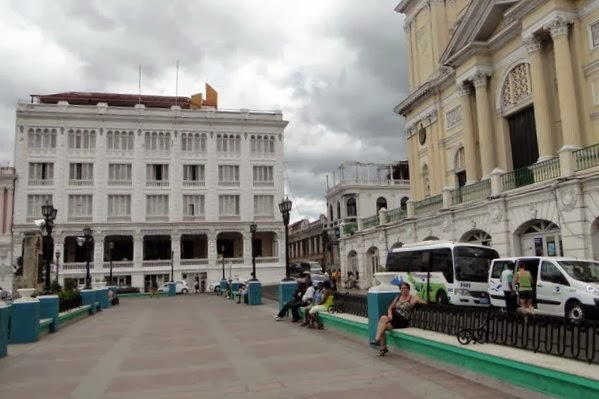
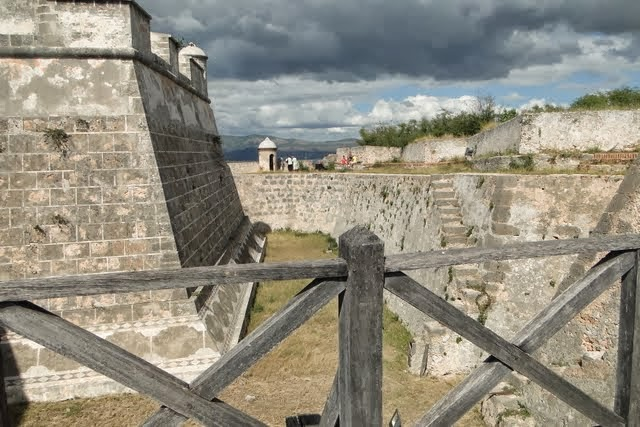
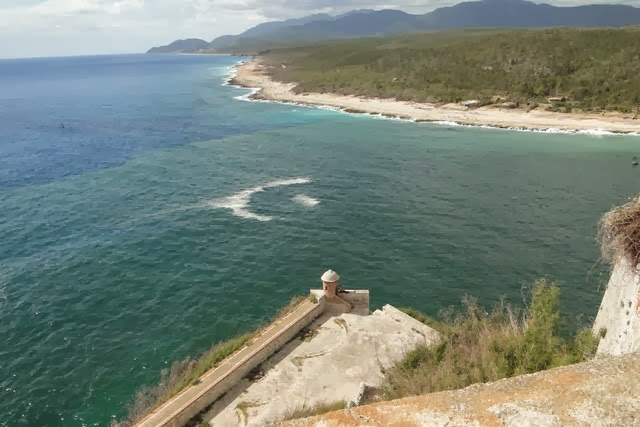
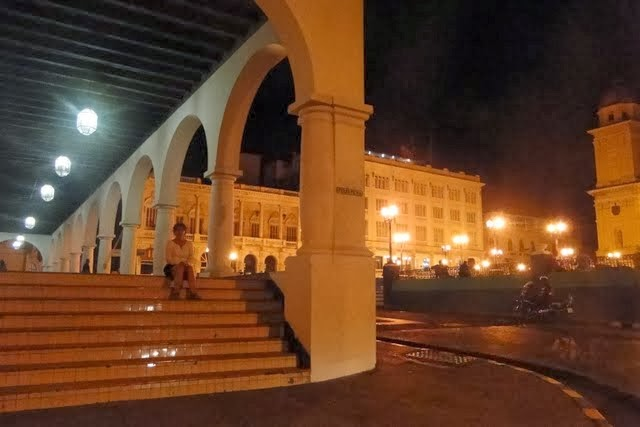
Veduta notturna

## Società

### Evoluzione demografica
Fin dalla fondazione la città ha avuto problemi di approvvigionamento idrico, aggravati dal esponenziale crescita demografica aumentata negli anni del numero di abitanti, arrivati a quasi mezzo milione.

## Infrastrutture e trasporti
Santiago di Cuba è dotata di aeroporto internazionale, l'Antonio Maceo, intitolato all'eroe della guerra di liberazione contro gli spagnoli, Antonio Maceo Grajales (1845 – 1896), nato nella città stessa.

## Amministrazione

### Gemellaggi
La città è gemellata con:
- Cartagena de Indias
- Esmeraldas
- Estación Central
- Lisbona
- Maracaibo
- Maracay
- Montego Bay
- Oakland
- Querétaro
- Rosario
- Sabaneta
- Santiago
- Santiago de Compostela
- Santiago de los Caballeros
- Teror
- Salerno
- Shanghai
- Paraná
- Le Lamentin
- Palermo
- Santiago
- Diadema
- Santiago de Veraguas